# (1885) Herero
(1885) Herero es un asteroide que forma parte del cinturón de asteroides y fue descubierto por Ernest Leonard Johnson desde el observatorio Union de Johannesburgo, República Sudaficana, el 9 de agosto de 1948.

## Designación y nombre
Herero recibió inicialmente la designación de 1948 PJ.
Más adelante se nombró por la etnia africana de los hereros.

## Características orbitales
Herero está situado a una distancia media del Sol de 2,249 ua, pudiendo acercarse hasta 1,69 ua. Tiene una excentricidad de 0,2485 y una inclinación orbital de 5,668°. Emplea 1232 días en completar una órbita alrededor del Sol.